# Кројсен
Кројсен (њем. Creußen) град је у њемачкој савезној држави Баварска. Једно је од 33 општинска средишта округа Бајројт. Према процјени из 2010. у граду је живјело 4.716 становника. Посједује регионалну шифру (AGS) 9472127.

## Географски и демографски подаци
Кројсен се налази у савезној држави Баварска у округу Бајројт. Град се налази на надморској висини од 426-640 метара. Површина општине износи 60,5 km². У самом граду је, према процјени из 2010. године, живјело 4.716 становника. Просјечна густина становништва износи 78 становника/km².